# ابراهیم همایون‌فر
مهندس ابراهیم همایون‌فر (۱۲۹۰ تهران - ۲۱ تیر ۱۳۸۴ اویان-له-بن فرانسه ) مهندس، پژوهشگر و فن‌سالار دوره پهلوی بود.
پدرش محمد خان معزز دیوان بود که نام خانوادگی همایون‌فر برگزید. تحصیلات ابتدائى را در دبستان‌های تربیت و شرف مظفرى و تحصیلات متوسطه را در دارالمعلمین به اتمام رسانید   و در سال ۱۳۱۰ براى ادامه‏ تحصیل به فرانسه رفت.
همایون‌فر پس از شش سال تحصیل در فرانسه موفق به اخذ دیپلممهندسى از مدرسه‏ عالى معدن سنت اتین و دیپلم مهندسى نفت از دانشگاه استراسبورگ شد. سپس برای کارآموزی به آمریكا رفت و در سال ۱۳۱۹  یا ۱۳۱۸  به ایران بازگشت. 
همایون‌فر پس از بازگشت به ایراندر وزارت پیشه و هنر مشغول كار شد و در هنرسراى عالى نیز به تدریس نفت و متالوژى پرداخت. مشاغل بعدی وى عبارتند از: ریاست كارخانه گلیسیرین و صابون، ریاست اداره اروپایى بانک صنعتى و معدنى، ریاست اداره كل معان فلز، ریاست قسمت بازرگانى سازمان برنامه، ریاست مناطق نفت‏‌خیر شركت ملى نفت ایران پس از خلع ید، ریاست هیئت مدیره و مدیرعامل شركت سهامى شیمیایى ایران، مدیر عامل بنگاه مستقل آبیارى و سرپرست جلب حمایت سرمایه‏‌هاى خارجى.
در سال ۱۳۳۴ که برادر همسرش خلیل طالقانی وزیر کشاورزی شد، او را برای مطالعاتی در زمینه آبیاری به پاریس فرستاد. مهندس همایون‌فر در سال ۱۳۴۳ در كابینه حسنعلی منصور معاون فنى نخست ‏وزیر و سپس به استانداری آذربایجان غربی و پس از آن، استاندارى اصفهان شد.

## آثار
- درده‍ای ص‍ن‍ای‍ع ای‍ران و طرح اداره ام‍ور آن
- ن‍ف‍ت در دن‍ی‍ا و ای‍ران: اق‍ت‍ص‍ادی - س‍ی‍اس‍ی
- حقایقی دانستنی درباره خلع ید و ملی‌شدن صنعت نفت ایران
- طرح آب و برق و اصلاحات ارضی (برندهٔ جایزه سلطنتی کتاب سال ۱۳۳۸) [۵]